# 袁梦鳌
袁夢鰲，广东河源人，是一名明朝政治人物。
袁夢鰲曾于1614年接替游应丰任崇明县知县一职，1617年由许廷栋接任。
父袁震，子袁應。